# Liste der Botschafter der Vereinigten Staaten in Kolumbien

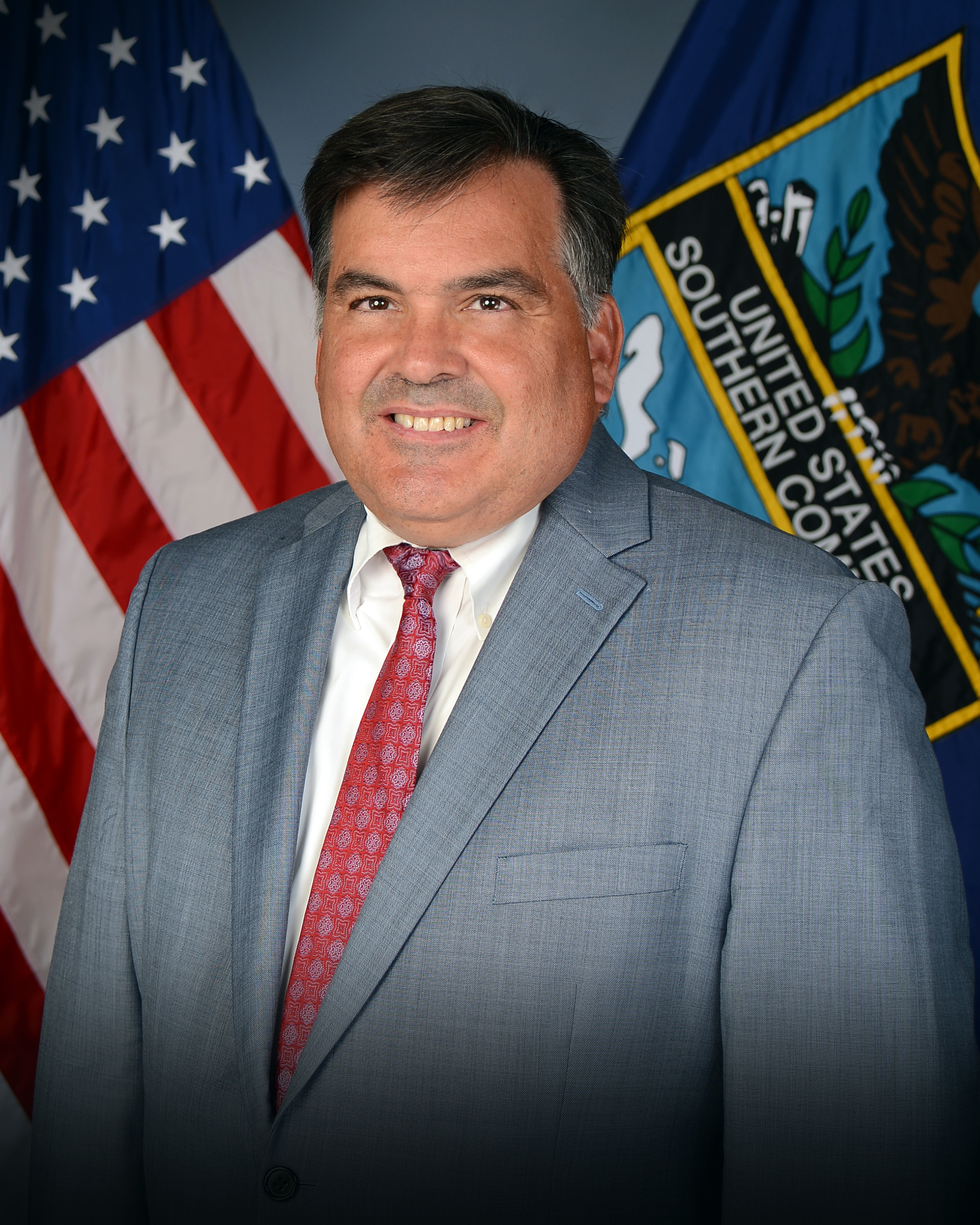
Francisco L. Palmieri, derzeitiger Geschäftsführer

Der Botschafter der Vereinigten Staaten von Amerika in Kolumbien ist der Botschafter der Vereinigten Staaten von Amerika in Kolumbien und seinen Vorgängerstaaten.
Die Titel des Botschafters waren:
- 1823–1826: Minister Plenipotentiary
- 1827, 1833–1854: Chargé d’Affaires
- 1855–1884: Minister Resident
- 1829–1833, 1884–1937: Envoy Extraordinary and Minister Plenipotentiary
- 1939–dato: Ambassador Extraordinary and Plenipotentiary

## Botschafter
| Amtszeit  | Name                        | Bemerkung                           |
| --------- | --------------------------- | ----------------------------------- |
| 1823–1826 | Richard Clough Anderson     | Starb während Amtszeit in Cartagena |
| 1826–1827 | Beaufort T. Watts           | bis 1827 ad interim                 |
| 1829      | William Henry Harrison      |                                     |
| 1829–1833 | Thomas Patrick Moore        |                                     |
| 1833–1837 | Robert Breckinridge McAfee  |                                     |
| 1838–1842 | James Semple                |                                     |
| 1842–1844 | William Matthews Blackford  |                                     |
| 1845–1849 | Benjamin A. Bidlack         | Starb während Amtszeit              |
| 1850      | Thomas Moses Foote          |                                     |
| 1851–1853 | Yelverton P. King           |                                     |
| 1853–1854 | James Stephen Green         |                                     |
| 1855–1857 | James Butler Bowlin         |                                     |
| 1859–1861 | George Wallace Jones        |                                     |
| 1864–1866 | Allan A. Burton             |                                     |
| 1867–1869 | Peter John Sullivan         |                                     |
| 1869–1872 | Stephen Augustus Hurlbut    |                                     |
| 1873–1876 | William Lindsay Scruggs     |                                     |
| 1878–1881 | Ernest Dichman              |                                     |
| 1881–1882 | George Earl Maney           |                                     |
| 1882–1885 | William Lindsay Scruggs     |                                     |
| 1886      | Charles Donald Jacob        |                                     |
| 1887–1889 | Dabney Herndon Maury        |                                     |
| 1889–1893 | John True Abbott            |                                     |
| 1893–1896 | Luther Franklin McKinney    |                                     |
| 1897–1903 | Charles Burdett Hart        |                                     |
| 1903      | Arthur Matthias Beaupre     |                                     |
| 1904–1905 | William Worthington Russell |                                     |
| 1905–1906 | John Barrett                |                                     |
| 1907–1909 | Thomas Cleland Dawson       |                                     |
| 1909–1910 | Elliott Northcott           |                                     |
| 1911–1913 | James Taylor DuBois         |                                     |
| 1913–1916 | Thaddeus Austin Thomson     |                                     |
| 1919–1922 | Hoffman Philip              |                                     |
| 1922–1928 | Samuel Henry Piles          |                                     |
| 1928–1933 | Jefferson Caffery           |                                     |
| 1933–1934 | Edwin Sheldon Whitehouse    |                                     |
| 1935–1937 | William Dawson Jr.          |                                     |
| 1939–1942 | Spruille Braden             |                                     |
| 1942–1944 | Arthur Bliss Lane           |                                     |
| 1944–1947 | John Cooper Wiley           |                                     |
| 1947–1951 | Willard Leon Beaulac        |                                     |
| 1951–1953 | Capus Miller Waynick        |                                     |
| 1954–1955 | Rudolf Emil Schoenfeld      |                                     |
| 1955–1957 | Philip Wilson Bonsal        |                                     |
| 1957–1959 | John Moors Cabot            |                                     |
| 1959–1961 | Dempster McIntosh           |                                     |
| 1961–1964 | Fulton Freeman              |                                     |
| 1964–1966 | Covey Thomas Oliver         |                                     |
| 1966–1969 | Reynold Erland Carlson      |                                     |
| 1969–1970 | Jack Hood Vaughn            |                                     |
| 1971–1973 | Leonard John Saccio         |                                     |
| 1974–1976 | Viron Peter Vaky            |                                     |
| 1976–1977 | Phillip Victor Sanchez      |                                     |
| 1977–1980 | Diego Cortes Asencio        |                                     |
| 1980–1983 | Thomas David Boyatt         |                                     |
| 1983–1985 | Lewis Arthur Tambs          |                                     |
| 1985–1988 | Charles A. Gillespie Jr.    |                                     |
| 1988–1991 | Thomas Edmund McNamara      |                                     |
| 1991–1994 | Morris Dempson Busby        |                                     |
| 1994–1997 | Myles Robert Rene Frechette |                                     |
| 1998–2000 | Curtis W. Kamman            |                                     |
| 2000–2003 | Anne Woods Patterson        |                                     |
| 2003–2007 | William Braucher Wood       |                                     |
| 2007–2010 | William R. Brownfield       |                                     |
| 2010–2013 | Peter Michael McKinley      |                                     |
| 2014–2019 | Kevin M. Whitaker           |                                     |
| 2019–2022 | Philip S. Goldberg          |                                     |
| 2022–     | Francisco L. Palmieri       | Chargé d’Affaires ad interim        |